# Sindssygeloven af 1938
Sindssygeloven af 1938 eller Lov nr. 118 af 13. april 1938 om sindssyge personers hospitalsophold. Loven afløser Christian 5. Danske Lov af 1683. Den blev  ændret ved lov nr. 255 7 juni 1972, og afløst af Psykiatriloven, eller "Lov om frihedsberøvelse og anden tvang i psykiatrien" fra 1989, som blev revideret 2010 .
Lovens indførelse var en del af udviklingen af velfærdsstaten og det danske sundhedsvæsen, loven bygger på universalitetsprincippet om at adgang til behandling sker i henhold til lov.